# Snow Crash
Snow Crash (em Portugal intitulado Samurai: Nome de código e no Brasil, foi publicado pela primeira vez em 2008, saindo tanto como Nevasca, como pelo original nome Snow Crash) é um livro de ficção científica escrito por Neal Stephenson no ano de 1992, inspirado em livros cyberpunk que o antecederam, como os de William Gibson, mas que criou um estilo diferenciado, baseado em uma narrativa de estrutura caótica e contendo referências a assuntos pouco explorados no gênero, como linguística, filosofia, cientologia, antropologia e história. Snow Crash foi indicado  ao Prêmio Arthur C. Clarke em 1994, foi considerado pela Time um dos 100 melhores romances da língua inglesa, o termo metaverso foi aludido pela primeira vez no livro. 

## Enredo
Em um futuro distópico, os Estados Unidos como o conhecemos não existe mais. Após o colapso do governo, o país se dividiu em cidades-estado controladas por corporações privadas, mafiosos e mercenários de todo tipo. Para escapar desse mundo de caos, as pessoas passam a maior parte do tempo no metaverso, uma realidade virtual onde vivem como avatares.
Hiro Protagonist é hacker e trabalha para uma organização mafiosa como entregador de pizza, mas, no metaverso, é um príncipe samurai. Quando surge um novo e misterioso vírus chamado Snow Crash, que ameaça tanto o mundo físico quanto o cibernético, Hiro parte em uma jornada virtual para encontrá-lo e destruí-lo.

## Ideia original
Neal Stephenson originalmente concebeu Snow Crash como uma HQ.

## Origem do título
O título do livro é explicado por Stephenson em seu texto In the Beginning...was the Command Line. Nele é explicado que o termo era usado quando antigos computadores Macintosh travavam em um nível tão fundamental que a CPU começava a desenhar pontos aleatórios no monitor, criando um efeito similar à uma televisão fora de sintonia ou a uma tempestade de neve, um "snow crash".